# Резолюция Совета Безопасности ООН 1435
Резолюция Совета Безопасности ООН 1435 была принята 24 сентября 2002 года, ссылаясь на резолюции 242 (1967), 338 (1973), 1397 (2002), 1402 (2002) и 1403 (2002). Совет потребовал прекращения израильских мер в Рамалле, включая разрушение палестинской инфраструктуры.

## Подробности
Совет Безопасности подтвердил свою обеспокоенность событиями, происходящими в регионе с сентября 2000 года, и их ухудшением, в частности террористическими нападениями на мирных жителей в Израиле и в палестинской школе в Хевроне. Он потребовал прекращения оккупации штаб-квартиры президента Палестинской национальной администрации Ясира Арафата. Кроме того, была обеспокоенность по поводу повторной оккупации палестинских городов и ограничений на свободу передвижения людей и товаров, а также необходимости соблюдения всеми Четвертой женевской конвенции 1949 года.
Резолюция вновь подтвердила необходимость полного прекращения всех актов насилия, потребовав, чтобы Израиль прекратил меры в Рамалле и вокруг неё и вывел оккупационные силы из палестинских городов на позиции, которые они занимали до сентября 2000 года. Палестинская администрация была призвана обеспечить, что виновные в террористических актах будут привлечены к ответственности. Он также поддержал дальнейшие дипломатические усилия Квартет по ближневосточному урегулированию и другим странам региона и признал инициативу, принятую на саммите Лиги арабских государств в Бейруте, в которой говорилось, что мир между Израилем и палестинцами может быть достигнут путем отказа от права на возвращение палестинских беженцев в обмен на создание палестинского государства в границах 1967 года и раздел Иерусалима.

## Голосование
Резолюция была единогласно принята 14 голосами «за» и одним воздержанием от США.
Американские представители Джон Негропонте и Джеймс Каннингем заявили, что страна не поддержит «одностороннюю резолюцию».